# Cybulino (Szczecinek)
Pour l’article homonyme, voir Cybulino.
Cybulino est un hameau polonais de la gmina mixte de Barwice située dans le powiat de Szczecinek en voïvodie de Poméranie-Occidentale. Il se trouve à environ 23 km à l'ouest de Szczecinek et 122 km à l'est de la capitale régionale Szczecin.

## Géographie

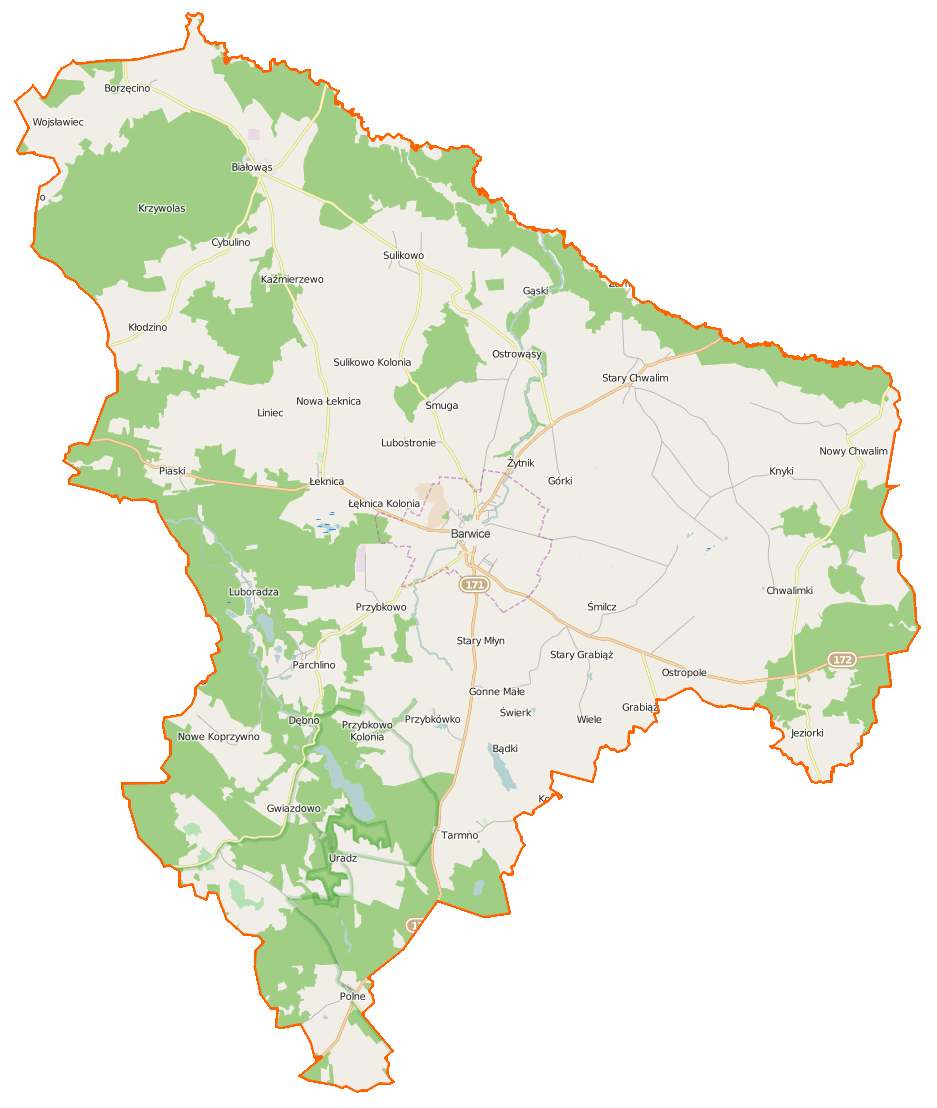
Carte de la gmina de Barwice.